# Митчелл, Дэвид Уильям
Дэвид Уильям Митчелл (англ. David William Mitchell; 1813—1859) — британский зоолог и художник.

## Биография
Митчелл родился в 1813 году. Окончил Крайст-черч в 1836 году. Проживая в Лондоне, он женился на Пруденс Филипс Виллес, старшей дочери преподобного Эдварда Виллеса, в 1837 году. В 1840-х гг. в качестве иллюстратора помогал Джорджу Роберту Грею в работе над фундаментальным трудом «Виды птиц» (англ. Genera of Birds; 1844—1849), привлёк к этой работе Йозефа Вольфа, сделавшегося затем одним из главных британских иллюстраторов естественнонаучной литературы. Митчелл стал членом Лондонского Линнеевского общества в ноябре 1843 года.
В 1847 г. Митчел стал секретарём Лондонского зоологического общества и занимал этот пост до 1859 г., когда принял предложение возглавить парижский Ботанический сад — однако умер вскоре по приезде в Париж.